# Râul Orzea, Dâmbovița
Râul Orzea este un curs de apă, afluent al Râușorului. 